# Midori no Hibi
Midori no Hibi (яп. 美鳥の日々, мідорі но хібі, укр. Дні Мідорі) — манґа Кадзуро Іноуе (яп. 井上和郎), публікувалася у журналі «Shounen Sunday» та видавалася видавництвом Shogakukan до липня 2004 року і налічує 8 томів. Манґа офіційно вважається закінченою.
Екранізована, аніме-серіал, створений студією Studio Pierrot, транслювався японським телебаченням з квітня по червень 2004 року, налічує 13 серій. Режисер серіалу Кобаясі Цунео (яп. 小林常夫). Аніме транслювалося на японських каналах Animax, Chiba TV, TV Kanagawa і TV Saitama.

## Сюжет
Сімнадцятирічний Сейдзі Савамура відомий всій окрузі під гучними іменами «Диявольська Права Рука», «Скажений Пес Савамура» і «Хуліган зі старшої школи Сакурадамон». Всі місцеві молодіжні банди налякані нищівним ударом його правої руки. Люди в страху поступаються йому дорогою, навколо його парти в школі утворилася своєрідна «зона відчуження» — ніхто не ризикує сидіти поряд з ним.
Проте через таку гучну славу Сейдзі ніяк не може знайти собі подружку, оскільки його бояться всі дівчата. Діставши двадцяту по рахунку відмову, Савамура зневірився і побажав, щоб у нього з'явилася подружка. Несподівано його права рука перетворилася на «зменшену версію» дівчини Мідорі Касугано. Вона вже три роки була таємно закохана в Сейдзі, але не наважувалася розповісти йому про свої почуття. Справжнє тіло Мідорі залишилося лежати в комі, а сама дівчина, зрозумівши, що у неї є рідкісний шанс постійно бути разом зі своїм коханим, почала брати активну участь в його житті, яке почало мінятися абсолютно непередбачуваним чином.
Автори змогли вдало уникнути надмірного захоплення еротикою і фізіологічними подробицями, і сконцентрували свою увагу на романтиці і комедії. Манга детальніше розкриває аспекти життя дивної парочки. У ній є додаткові сюжетні лінії і персонажі.

## Персонажі

### Головні герої
- Сейдзі Савамура (яп. 沢村正治)

17-річний старшокласник. Не зважаючи на грубий характер і гучну славу хулігана, Сейдзі зовсім непогана людина. Він захищає слабких, наприклад свого фаната Міяхару. Щоправда Міяхара, що поширює про свого кумира безглузді легенди, є швидше хлопчиком для биття, ніж справжнім товаришем. По ходу сюжету характер Савамури міняється, він стає відкритішим.
Сейю: Кісе Таніяма
- Мідорі Касугано (яп. 春日野美鳥)

Старшокласниця, що вчиться в елітній школі. Дочка багатих батьків, але дуже хазяйновита — добре готує і шиє. Мідорі давно була закохана в Савамуру, але через украй боязкий характер, лише потайки спостерігала за ним. Коли Мідорі з'явилася на правій руці Сейдзі, вона негайно призналася йому в своїх почуттях, узявши ситуацію в свої руки.
Сейю: Май Накахара
- Такако Аясе (яп. 綾瀬貴子)

Дівчина з сильним характером. Староста класу, в якому вчиться Савамура. Після того, як він врятував її від хуліганів, почала відчувати до нього спочатку симпатію, а потім і любов. Вона єдина з класу зважилася подолати «зону відчуження», пересунувши свою парту до парти Сейдзі, а потім неодноразово робила ретельно сплановані спроби завоювати його любов. Проте Аясе не змогла витримати заочного змагання з Мідорі, і, освідчившись Савамурі, дістала відмову. Тема вибору Сейдзі є предметом численних спекуляцій в середовищі фанатів манги і серіалу.
Сейю: Рейко Такаги
- Рін Савамура (яп. 沢村凛)

Старша сестра Сейдзі, ватажок молодіжної банди, яку сколотила ще будучи підлітком. Має буйний і забійкуватий характер, любить випити і погуляти на широку ногу за чужий рахунок. Вона перша зі сторонніх дізналася таємницю правої руки Сейдзі, і по-своєму намагалася допомогти йому та Мідорі в цій ситуації.
Сейю: Ацуко Юя
- Кота Сингедзі (яп. 真行寺耕太)

Однокласник і друг Мідорі, що давно має до неї ніжні почуття, але знає, що та любить Сейдзі. Інтелігентний, розумний і вихований хлопчик, якому, як він сам вважає, не вистачає мужності і рішучості. Не зважаючи на це у Коти вистачило хоробрості звернутися до «Скаженого Пса» Савамури з проханням відвідати Мідорі яка лежала в комі.
Сейю: Ріе Кугимія
- Осаму Міяхара (яп. 宮原オサム)

Старшокласник, що вчиться в тій же старшій школі Сакурадамон, де і Сейдзі, але на рік його молодше. Найкращий друг і фанат Савамури. Зазвичай Міяхара розпускає безглузді чутки про перемогу великого Сейдзі над якудза, або потрапляє в неприємності, з яких потім Савамурі його доводиться витягати. Іноді Сейдзі може проявляти і свої позитивні якості, наприклад вірність.
Сейю: Хирофумі Нодзіма
- Сюїчі Такамізава (яп. 高見沢修)

Однокласник Савамури, що колекціонує ляльки. Ця пристрасть заважає йому нормально спілкуватися з людьми, особливо з дівчатами. Сюїті, зіткнувшись на Сейдзі в магазині лялькового одягу, спочатку подумав, що зустрів такого ж колекціонера, але незабаром дізнався таємницю Мідорі. Більше всього на світі Такамідзава хотів би помінятися з Савамурою, оскільки Мідорі у вигляді правої руки — це живе втілення його мрії про ляльку, яка завжди була б поряд з ним.
Сейю: Юдзі Уеда
- Шіорі Цукішіма (яп. 月島栞)

Маленька дівчинка, що живе по сусідству з будинком Савамури. Шіорі називає Сейдзі братом і, дратуючи його, стверджує, що завжди готова стати його дівчиною, оскільки їй не подобаються однолітки. За порадою сестри Савамури, Шіорі намагається спокусити його, але невдало.
Сейю: Юкарі Тамура
- Харука Касугано (яп. 春日野遥)

Мати Мідорі. Коли її дочка лежала в комі, вона перепробувала всі засоби розбудити Мідорі, запрошуючи дипломованих фахівців і шаманів всіх мастей. Проте вона не підозрювала, де насправді знаходиться дух її дочки.
Сейю: Саяка Охара

### Персонажі манґи, що не з'явились в аніме
- Люсі Вінред (ルーシィ・ウィンラッド)

Школярка з Америки, що приїхала в Японію за програмою обміну. Вона фанат японської культури, вважає Сейдзі справжнім самураєм. Її палкі, але несерйозні залицяння за ним стають постійною проблемою для Мідорі і Аясе.
- Нао Макіноха (яп. 槙葉奈緒)

Однокласниця Сейдзі, дивна мовчазна дівчинка. Не зважаючи на свій маленький зріст, дуже добре б'ється. Виявляє цікавість до маленької Мідорі, захищаючи її і Сейдзі від експериментів свого ненормального батька.
- Сіру Макіноха (яп. 槙葉史郎)

Батько Нао, божевільний учений-експериментатор. З ним Сейдзі познайомила Рін, коли намагалася допомогти братові в його непростій ситуації. Сіру побачив в цьому можливість стати нобелівським лауреатом, для чого необхідно провести вівісекцію. Він періодично робив ряд спроб проведення над Сейдзі і Мідорі своїх нелюдських експериментів.
- Хісасі Сакісака (яп. 向坂 久)

Хлопець Рін, мисливець за скарбами. Постійно з'являється і зникає, що, у поєднанні з непростим характером Рін, позначається на їх стосунках.
- Міку Некобе (яп. 猫部 美紅)

Лідер жіночої шкільної банди «Пурпурові Ангели» («Crimson Angels»). Закохана в Сингедзі, її любов виражається в періодичних захопленнях, побиттях і переодяганнях коханого в жіночий одяг.

## Епізоди аніме-серіалу
- 01. The Right-Hand Girlfriend
- 02. Our Memory
- 03. The Day of Discoveries
- 04. Discovery of the Secret!?
- 05. The Power of Love
- 06. Seiji-kun, Shiori-chan is serious
- 07. First Date
- 08. The Right-Hand Seiji
- 09. Takki no Hibi
- 10. Distance of the Hearts
- 11. Fated Reunion
- 12. Sudden Parting
- 13. The Days of Two People